# Гилберт (город, Миннесота)
Гилберт (англ. Gilbert) — город в округе Сент-Луис, штат Миннесота, США. На площади 32,6 км² (30,5 км² — суша, 2,1 км² — вода), согласно переписи 2002 года, проживают 1847 человек. Плотность населения составляет 60,5 чел./км².
- Телефонный код города — 218%post%
- FIPS-код города — 27-23714[1]
- GNIS-идентификатор — 0661356[2]